# Squalaan
Squalaan is een verzadigde koolwaterstof met 30 koolstofatomen. De naam verwijst naar squaleen, dat in de natuur voorkomt onder meer in de leverolie van haaien en in plantaardige oliën (en ook in talg), en waaruit squalaan geproduceerd kan worden. Het is een volledig apolaire olie, die stabiel is ten opzichte van lucht en zuurstof.

## Synthese
Squalaan wordt verkregen door de volledige hydrogenering van squaleen, waardoor alle dubbele bindingen gereduceerd worden tot verzadigde, enkele, bindingen. Ook kan men de leverolie van haaien volledig hydrogeneren en daaruit squalaan isoleren. Het wordt ook geïsoleerd uit olijfolie, of verkregen door middel van fermentatie van suikers.

## Toepassingen
In tegenstelling tot squaleen is squalaan stabieler tegenover oxidatie, en daarom is het beter geschikt dan squaleen als ingrediënt in cosmetische en parfumbereidingen. Squalaan wordt gebruikt als fixeermiddel voor parfums, als huidsmeermiddel in talrijke huidverzorgingsproducten en anti-rimpelcrèmes, en als drager voor vetoplosbare geneesmiddelen.
Het is ook geschikt als smeermiddel en als olie voor uurwerken en chronometers.
Omdat het stabiel is tegen oxidatie wordt het aan sommige zonnebrandcrèmes of kunststoffen toegevoegd als radicalenvanger, ter bescherming tegen de invloed van UV-licht.
Squalaan is een van de meest apolaire vloeistoffen, en wordt omwille van die eigenschap gebruikt als apolaire scheidingsvloeistof in gaschromatografie.